# 四硫代砷酸铵
四硫代砷酸铵是一种无机化合物，化学式为(NH
4)
3AsS
4。它可由三氧化二砷和黄色硫化铵反应制得：
As
2S
3 + 3(NH
4)
2S + 2S  →  2(NH
4)
3AsS
4
它可以结晶出正交晶系的晶体，空间群为Pcmn。